# Sidi Haj M'hamed
Sidi Haj M'hamed  (in arabo سيدي الحاج امحمد‎?) è un centro abitato e comune rurale del Marocco situato nella provincia di Taounate, regione di Fès-Meknès. Conta una popolazione di 9 326 abitanti (censimento 2014).